# Cynthia Geary
Cynthia Geary (Jackson, Mississippi, 21. ožujka 1965.) je američka glumica.
Majka ju je poticala u kreativnosti. Studirala je balet, govor i klavir. Istaknula se pojavljivanjem u nekoliko reklama, a kasnije je nastavila raditi u spotovima za razne proizvode, među njima i Coca-Colu.
Gostovala je u niz različitih serija. Najpoznatija je kao prekrasna, ali i pomalo smušena Shelly Marie Tambo u seriji "Život na sjeveru".Zajedno sa suprugom Holingom Vincoerom( kojeg glumi John Cullum) vodi kafić "Cigla"  u Cicelyu na Aljaski.
Udana je od 1994. godine za brokera nekretninama.
Ima dvije kćeri, Oliviju i Lylu.
Od 2006. Cynthia je domaćica i glumi samo povremeno.